# Georg Wilhelm (Erbach-Erbach)

Georg Wilhelm zu Erbach-Erbach (1686–1757)

Georg Wilhelm zu Erbach-Erbach, bis 1747 zu Erbach-Reichenberg (* 19. Juli 1686 in Fürstenau; † 31. Mai 1757 in Wiesbaden) war regierender Graf in Erbach und Begründer der Linie Erbach-Erbach. Er wurde nach dem Tod seines Vaters 1717 Herr zu Breuberg, Radeburg und Rödern, dann 1718 Graf zu Reichenberg und erbte 1747 noch Erbach, Zell, Eulbach und Wildenstein.

## Herkunft
Seine Eltern waren Georg Albrecht II. von Erbach († 23. März 1717) und dessen Ehefrau, die Gräfin Anna Dorothea Christina zu Hohenlohe-Waldenburg (1656–1724).

## Leben
Im Alter von 8 Jahren wurde er nach Güstrow geschickt, um dort mit den Prinzen von Mecklenburg-Strelitz erzogen zu werden, 1702 kehrte er zurück. Anschließend schloss er sich dem fränkischen Kürassierregiment des Grafen Johann Ernst von Hohenlohe-Oehringen an. Er machte zunächst den Feldzug von 1702 mit und wechselte im Winter in holländische Dienste mit dem Regiment Anspach. Er kämpfte bei Schellenberg und Höchstädt. Anschließend wechselte er als Cornett in dänische Dienst und wurde 1706 bei der Belagerung von Ath schwer verletzt. Er erholte sich und kam nach Brüssel in Garnison. Im folgenden Feldzug kämpfte er bei Oudenaarde, Malplaquet und Mons. 1710 kehrte er kurz nach Hause zurück, um danach an der Belagerung von Aix teilzunehmen, wobei er schwer erkrankte und 1712 seine Abschied nahm. Aber bereits 1713 schloss er sich Prinz Eugen an, der ihm eine eigene Kompanie gab. Nach dem Frieden von Utrecht sollte er nach Mantua in Garnison gehen, nahm aber auf Betreiben des Vaters seinen Abschied und kehrte nach Hause
zurück.
Als sein Vater 1717 starb, erbte er einen Teil der Grafschaft Erbach-Fürstenau und das Amt Reichenberg, wo er auf Schloss Reichenberg seine Wohnsitz nahm. Als 1731 die Linie Erbach ausstarb, zog er auf das Schloss Erbach. Er begann 1736 dort ein neues Schloss und eine Kirche (1750 vollendet) zu bauen.
Er ließ 1737 die erste Auflage des Erbacher Gesangsbuches drucken sowie 1754 die zweite Auflage. Im Jahr 1747 erhielt er Erbach und Wildenstein sowie Eulbach und Zell. Im Frühjahr 1757 ging er zur Wiederherstellung seiner Gesundheit nach Wiesbaden, wo er am 31. Mai verstarb. Nach seinem Tod wurde er in Reichelsheim im Odenwald begraben.

## Familie

Leopoldine Sophie Wilhelmine zu Salm-Grumbach (1731–1795)

Georg Wilhelm heiratete am 25. Dezember 1723 in Altendresden die Gräfin Sophie Charlotte von Bothmer (* 21. Oktober 1697; † 14. September 1748), eine Tochter des Grafen Johann Caspar von Bothmer zu Lauenbrück, und Gisela Erdmuthe von Hoym sowie Witwe des Grafen Heinrich II. Reuß von Ober-Greiz (1696–1722). Sie war die Erbin von Rödern und Radeburg (gebohrne Gräfin / von Bothmar Erb- lehn- und Gerichts / Frau auf Radeburg und Rödern). Das Paar hatte mehrere Kinder:
- Sophie Christine Charlotte Friederike Erdmuthe (* 12. Juli 1725; † 10. Juni 1795) war als Fürstin von Nassau-Saarbrücken Besitzerin des schriftsässigen Ritterguts Radeburg an der Röder,[3] ⚭ 1742 Fürst Wilhelm Heinrich II. von Nassau-Saarbrücken (* 6. März 1718; † 24. Juli 1768)
- Johanna Ernestine (1728–1731)

Nach dem Tod seiner ersten Frau heiratete er am 3. März 1753 in Grumbach die Wild- und Rheingräfin Leopoldine Sophie Wilhelmine zu Salm-Grumbach (* 17. November 1731; † 28. Februar 1795). Das Paar hatte einen Sohn:
- Franz (29. Oktober 1754; † 8. März 1823), Graf zu Erbach-Erbach

⚭ 1776 Prinzessin Charlotte Luise Polyxena zu Leiningen (* 27. Mai 1755; † 13. Januar 1785)
⚭ 1785 Charlotte Luise Polyxene Kolb von Wartenberg (* 27. November 1755; † 20. Mai 1844), Witwe von Friedrich August zu Erbach-Fürstenau (1754–1784)